# 캐머런 잭슨
캐머런 잭슨(Cameron Jackson, 1986년 2월 16일 ~ )은 체코의 포르노 배우이다.